# 후지시마 주키야
후지시마 주키야(일본어: 藤島 樹騎也, 1996년 8월 26일~)는 일본의 축구 선수이다.

## 구단 경력
그는 2022년 일본 풋볼 리그의 스즈카 포인트 게터스에 입단했다. 2023년 FC 마루야스 오카자키로 이적했다. 2024년 J3리그의 YSCC 요코하마로 이적했다.